# Sieliszcze (rejon nowogródzki)
Sieliszcze (biał. Селішча; ros. Селище) – wieś na Białorusi, w obwodzie grodzieńskim, w rejonie nowogródzkim, w sielsowiecie Brolniki.
Dawniej wieś i folwark. W XIX w. uważana za miejsce narodzin Tomasza Zana. W dwudziestoleciu międzywojennym leżały w Polsce, w województwie nowogródzkim, w powiecie nowogródzkim.